# Brent Hilliard
Brent Hilliard, né le 13 avril 1970 à San Gabriel (Californie), est un joueur de volley-ball américain.

## Carrière
Brent Hilliard participe aux Jeux olympiques de 1992 à Barcelone et remporte la médaille de bronze avec l'équipe américaine .